# Thesium pyrenaicum
Thesium pyrenaicum là một loài thực vật có hoa trong họ Santalaceae. Loài này được Pourr. miêu tả khoa học đầu tiên năm 1788.

## Hình ảnh

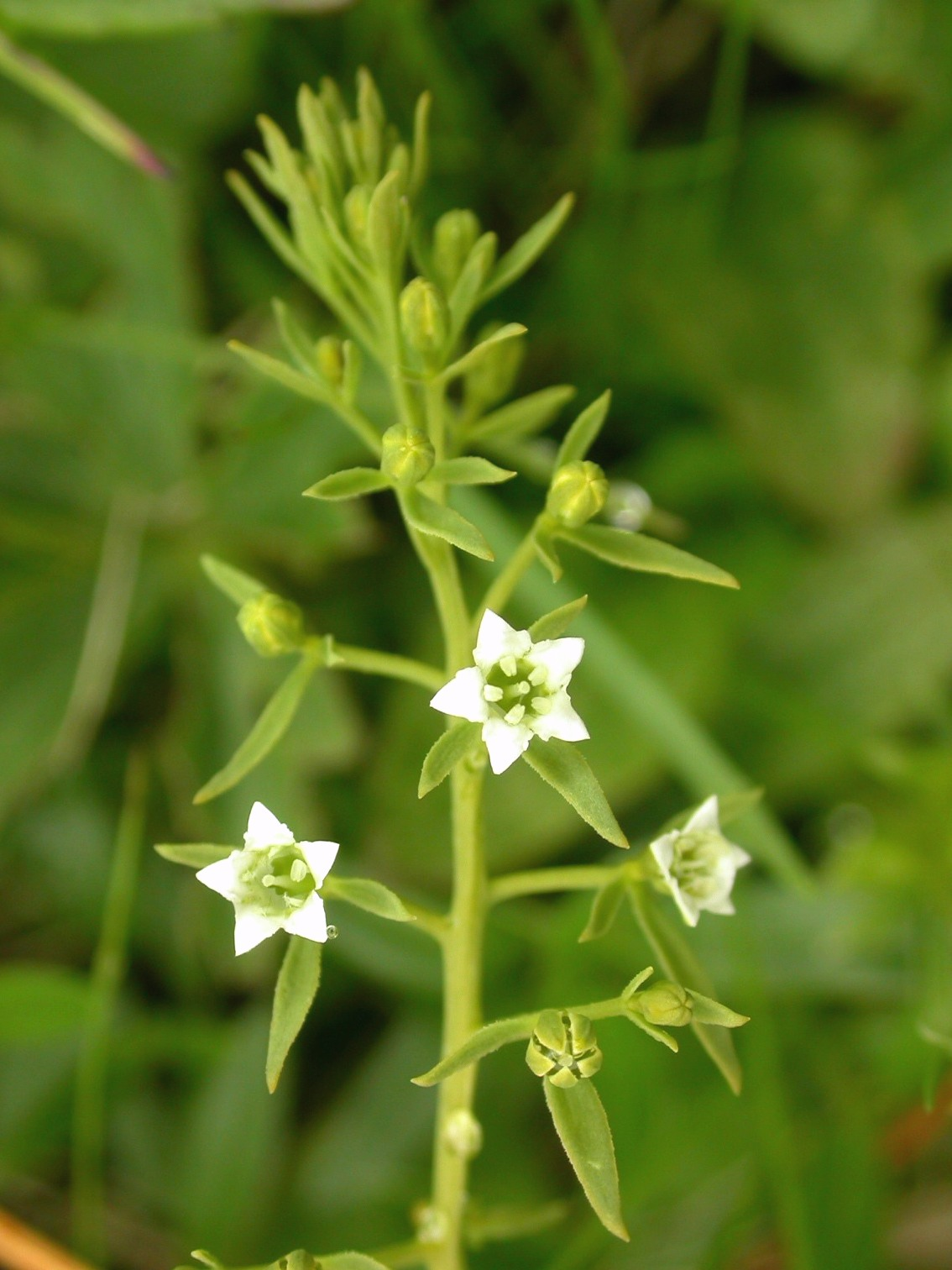